# 인스퍼레이션4

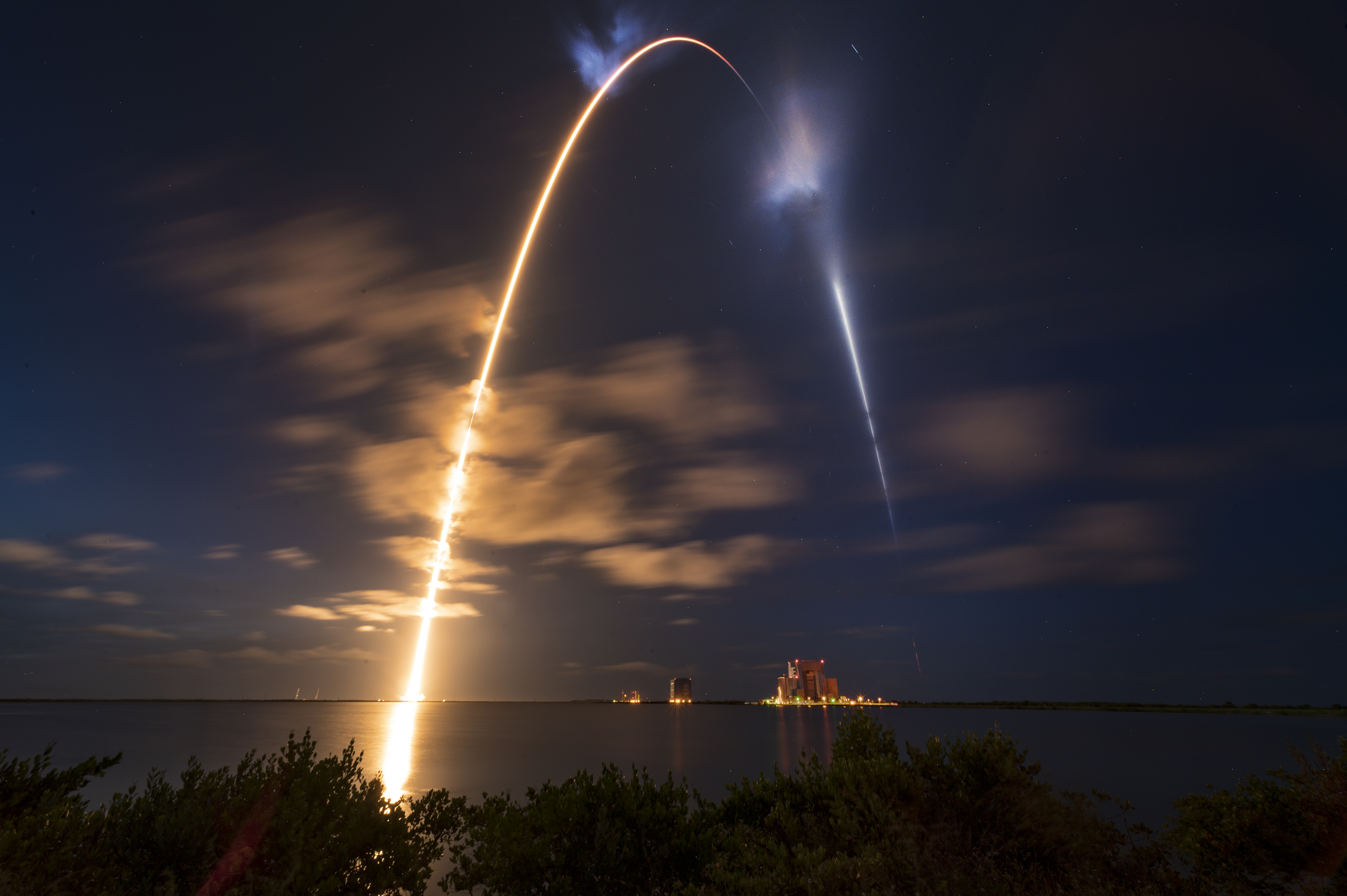
인스퍼레이션4의 발사 모습

인스퍼레이션4(Inspiration4, Inspirati④n)는 스페이스X가 운영 중인 우주여행용 유인 우주선이다. 이 비행은 2021년 9월 16일 00:02:56 UTC에 케네디 우주 센터의 런치 컴플렉스 39A에서 팰컨9 발사용 로켓을 기반으로 시작되었다.

## 역사
목적은 오직 민간인들만 탑승한 채로 최초의 궤도 우주비행을 완수하는 것이다. 4명의 구성원 Hayley Arceneaux, Christopher Sembroski, Sian Proctor, Isaacman이 3일을 궤도에서 보내게 된다. 발사에 성공, 9월 18일 플로리다주 해안 대서양에 착륙, 귀환하였다.
'인스퍼레이션4'라는 이름이 붙여진 이번 우주관광 프로젝트에는 전문 우주비행사나 우주탐사기업 관계자 없이 일반 시민 4명만 참여했다. 신용카드 결제처리업체 시프트4페이먼트 창업자인 재러드 아이잭먼(38), 골수암 환자였던 세인트주드 아동병원 전문간호사 헤일리 아르세노(29), 애리조나 전문대학 지질학 강사 시안 프록터(51), 이라크전 참전 군인이자 록히드마틴의 데이터 기술자인 크리스 셈브로스키(41)가 그 주인공이다. 아르세노는 미국인 최연소로, 프록터는 사상 첫 흑인 여성으로 우주를 비행하게 됐다.
이번 프로젝트는 미국 결제업체 시프트4페이먼트 CEO인 재러드 아이잭먼이 세인트 주드 어린이 연구 병원의 기금 모금 캠페인의 일환으로 추진했다. 그는 1인당 5000만달러(약 585억2500만원), 총 2억달러(약 2300억원)의 우주관광 비용 모두를 지불했다. 이어 자신을 제외한 3명을 팀원을 선정했다.

## 우주선
인스퍼레이션4 임무에는 크루 드래곤 리질리언스 우주선이 사용되었다. 크루 드래곤 우주선 계열이다. 보통 민간 우주 여행에도 조종사는 나사의 조종사가 맡았지만, 이번에는 별도의 전문 조종사가 없이, 4명의 승객이 모두 우주여행을 신청한 민간인이었다.

## 같이 보기
- 우주여행